# Ulcinj
Ulcinj (serbi: Улцињ/Ulcinj, albanès: Ulqin/Ulqini, italià: Dulcigno) és una ciutat costanera de Montenegro, veïna a la frontera amb Albània.
El 2011 tenia 10.707 habitants, la majoria d'ells de llengua albanesa i de religió musulmana. També hi ha unes minories catòlica i ortodoxa. A més del seu famós centre històric, on pot veure's la influència musulmana en les nombroses mesquites. La ciutat és coneguda per la seva platja (alb: Plazi I Vogel, serb: Mala Plaža).

## Història
És un dels assentaments més antics de la costa adriàtica, va ser fundat al segle V aC amb el nom de Colchinium, primer i posteriorment, Olcínium. Va ser capturada pels romans l'any 163 aC als il·liris al començament de la guerra contra el rei Genci, va passar a formar part de l'Imperi Romà d'Orient a l'Edat Mitjana fins que la República de Venècia el va capturar el 1405. Era conegut com una base per a la pirateria.
El 1571, Ulcinj va ser conquerida per l'Imperi Otomà amb l'ajuda de corsaris nord-africans després de la batalla de Lepant. La ciutat es va convertir gradualment en un assentament de majoria musulmana. Sota els otomans, es van construir nombrosos hammams, mesquites i torres del rellotge d'estil oriental. Ulcinj va romandre un cau de la pirateria fins que finalment va acabar amb Mehmed Pasha Bushati. El 1673, l'autoproclamat Messies jueu Sabbatai Zevi hi va ser exiliat des d'Istanbul.
Durant més de 300 anys va ser ciutat otomana fins que va ser cedida al Principat de Montenegro el 1878. És un antic bisbat catòlic medieval i segueix sent una diòcesi titular llatina.
Actualment Ulcinj és una destinació turistica, a causa de la seva platja Velika Plaža, el llac Šas, l'illa d'Ada Bojana i pel seu castell d'Ulcinj de dos mil·lennis d'antiguitat Hi ha 26 mesquites a la ciutat i als seus voltants. Ulcinj és el centre de la comunitat albanesa a Montenegro.